# Vextra
Le Vextra ou VEXTRA était un démonstrateur technologique de haute mobilité et de fort tonnage conçu par Giat Industries. Le terme est dérivé des mots Véhicule d' EXperimentation de TRAnsmission. Après avoir mené plusieurs campagnes d'essais du milieu des années 1990 jusqu'à la fin des années 2000, le Vextra rejoint finalement le musée des blindés de Saumur le 20 décembre 2016.

## Historique
Au début des années 1990, l'Armée de terre française lança une réflexion technico-opérationnelle sur le futur Véhicule Blindé Modulaire (VBM) à huit roues motrices et ses futures versions qui en déclineront.

### Ligne du temps
- 1991 – établissement sommaire des spécifications du démonstrateur[1].
- avril 1992 – lancement du projet par Giat Industries.
- février 1994 – le Vextra effectue ses premiers tours de piste sur le terrain d'essai de Satory.
- juin 1994 – le Vextra est présenté au salon Eurosatory, équipé de la tourelle monoplace Dragar.
- fin 1994 – évaluation de la mobilité par la DGA sur les pistes et terrains de manœuvre de l'établissement technique d'Angers (ETAS).
- janvier 1995 – le Vextra est testé dans les différents centres de la DGA.
- novembre 1995 – fin de la campagne de tests menée par la DGA.
- mars 1996 – début de la campagne d'évaluation du Vextra au côté du char Leclerc, menée par la STAT au camp de Mourmelon.
- avril 1996 – fin de la campagne d'évaluation du Vextra au camp de Mourmelon.
- mai 1996 – participation du Vextra à l'European Armoured Fighting Vehicle Symposium à Tidworth, au Royaume-Uni.
- juin 1996 – présentation dynamique au salon Eurosatory.
- septembre 1996 – essais en terrain sablonneux sur le terrain d'essais des Landes, à Biscarrosse.
- octobre 1996 – intégration du système d'arme TML 105.
- mars 1997 – l'intégration du système d'arme TML 105 est achevé.
- 1997 – campagne de tirs à Captieux, parcours en terrain rocailleux à Canjuers, test d'endurance sur route à Satory et tests de fiabilité en environnement sablonneux à Biscarrosse.
- octobre 1997 – début de la campagne d'essais aux Émirats arabes unis.
- fin novembre 1997 – retour du Vextra 105 en France.
- 20 décembre 2016 – arrivée du Vextra dans sa configuration POLE au musée des blindés de Saumur[2].
- Juin 2019 – Rapatriement du véhicule par NEXTER à Roanne pour récupération du canon 120 FER.
- 2019 - aujourd'hui – Le véhicule est stocké à Roanne dans sa configuration POLE, la tourelle étant dépourvu de son armement.

## Caractéristiques techniques
Le groupe motopropulseur est placé à l'avant afin de répondre à l'objectif de modularité voulu par Giat Industries, laissant tout l'arrière du véhicule pour recevoir les futures charges utiles.

### Motorisation
Le Vextra possède un moteur diesel Scania comportant 8 cylindres disposés en V, il possède une puissance nominale de 600 chevaux pour un couple maximal de 2 600 N m.
Cette puissance se verra augmentée après les essais aux  Émirats arabes unis à 700 chevaux.
Pour des raisons balistiques et de discrétion en termes d'infrarouge, le système de refroidissement du moteur est placé dans les déports latéraux arrière. Le glacis est donc dépourvu de trous balistiques liés aux grilles de ventilation.
De plus, les gaz d'échappement sont rejetés vers l'arrière du véhicule où ils sont dilués dans le flux d'air de ventilation avant d'être expulsés, réduisant la signature infrarouge de l'engin.

### Transmission
Le moteur est accouplé à une boîte de vitesses automatique du type HS 227 de la firme Renk (de) à 7 rapports en marche avant et 2 en marche arrière. Le couple est transmis à un différentiel central Cleveland qui le réparti sur deux lignes de transmission latérales (transmission en H) et ensuite aux huit roues motrices.

### Direction
Le Vextra possède deux essieux directeurs à l'avant, le système de direction est mixte : braquage ou ripage, permettant d'effectuer des virages serrés en terrain difficile.

### Suspension
La suspension est à double triangles sur les essieux avant et à balancier sur les essieux arrière. Chaque roue est amortie par un unique vérin oléopneumatique.
Les pneumatiques sont des Michelin 405/95R22, chaque roue est équipée d'un système de roulage à plat. Un système de variation de la pression des pneumatiques Syegon permet d'adapter la surface de contact en fonction de la nature du sol.

### Blindage
Le Vextra possède une coque faite intégralement en alliage d'aluminium 7020 qui est recouverte de tôles en acier THD (Très Haute Dureté) Mars 240 possédant une dureté Brinell de 500. Cette combinaison assure une protection contre les éclats d'obus d'artillerie et les balles perforantes-incendiaires de 14,5 mm.

### Armement

#### Tourelle Dragar
Dans sa configuration originelle, le Vextra était armé d'un canon mitrailleur Giat M811 (en) d'un calibre de 25 × 137 mm monté dans la tourelle monoplace Dragar. Une mitrailleuse coaxiale ANF1 de 7,62 mm venant compléter l'armement principal.

#### Tourelle TML 105
La tourelle TML 105 (Tourelle Modulaire Légère 105 mm) est extrapolée de la tourelle TK 105 montée sur l'AMX-10 RC. L'armement comprend un canon de 105 mm CN-105 G2 pouvant tirer toutes les munitions de 105 × 617R du standard OTAN. Le débattement du canon en site est de +15° à -6°. Douze munition sont prêtes au tir dans la tourelle, huit sont rangées dans la nuque de la tourelle et quatre sont à gauche de la culasse, appuyées sur le panier de la tourelle, trente-sept munitions sont emportées dans le châssis.
Le canon G2 a été conçu pour être monté les véhicules blindés de plus de 15 tonnes, son effort de recul est limité à 21,4 tonnes grâce à son frein de bouche et sa longueur de recul de 60 cm. Sa masse reculante est de 1 080 kg pour une masse oscillante de 1 510 kg .
Le CN-105 G2 possède une longueur de 50 calibres, il est donc plus court que le CN-105 F1 de l'AMX-30 (L/56), ce qui se traduit par une diminution de la vitesse initiale (1495 m/s pour l'OFL 105 F1 au lieu de 1525 m/s).
Le canon est recouvert d’un manchon anti-arcure.
Le tireur possède un viseur TJ N2 90A avec une voie jour intégrant un télémètre laser TCV 107 lié à la conduite de tir SFIM SOPTAC. L'observation aux abords directs du véhicule se fait à l'aide de deux épiscopes M336.
Le chef d'engin possède un viseur panoramique SOPELEM TJN2-71 avec une voie jour avec deux grossissements (× 4 et × 6,8) et un intensificateur de lumière pour le tir de nuit jusqu'à 1 000 m.
Peu de temps avant la campagne de tir aux Émirats, la TML 105 est améliorée, le viseur et la conduite de tir SOPTAC sont remplacés par un viseur jour/nuit stabilisé SAVAN 15 intégrant une conduite de tir. Dérivé du viseur du tireur SAVAN 20 du Leclerc, il assure la stabilisation de l'armement et permet donc le tir en marche.
Le tourelleau du chef d'engin a dû être rehaussé et son viseur remplacé par la lunette panoramique VIGY 15 dérivée de la lunette M389 présente également sur l'AMX-10 RC. La VIGY 15 est stabilisé sur les deux plans, en site et en gisement, permettant au chef de char de réaliser des observations lorsque le blindé est en mouvement. Pour l'observation de nuit, la voie jour peut être remplacée par une voie de nuit disponible en option, cette dernière fonctionnant grâce à un système d'intensification de lumière.
Les moteurs électro-hydrauliques assurant le pointage du canon sont remplacés par une motorisation SIG entièrement électrique et contrôlée par un calculateur numérique.
Les 2 tourelles TML se trouvent aujourd'hui dans une association qui préserve et restaure des matériels militaires.

#### 120 FER
Une tourelle reprenant l'architecture de celle du char Leclerc (tourelle biplace avec un bosselage central et chargement automatique) est montée sur le Vextra qui est appelé, pour l'occasion POLE (POrteur LÉger). La tourelle se distinguait par une carapace en alliage d'aluminium pour gagner du poids, elle était armée du canon lisse de 120 mm 120 FER (Faible Effort de Recul), extrapolé du canon CN120-26 du char Leclerc, il possède un frein de bouche et un ensemble freins de tir/récupérateurs redisposés afin de limiter l'impact du recul sur l'engin. Le pointage en site du canon pouvait atteindre +30° (contre +18° sur Leclerc). Cette configuration est testée par la STAT durant les années 2000.
La tourelle se trouve aujourd'hui sur le châssis du VEXTRA situé à Roanne dépourvu de son armement.

## Versions
- Vextra/Dragar : Vextra équipé de la tourelle monoplace Dragar.
- Vextra 105 : Vextra équipé de la tourelle triplace TML 105.
- Vextra/BMP-3 : concept visant à monter la tourelle du BMP-3 sur le Vextra, cette version industrialisée fut proposée aux Émirats arabes unis.